# Vụ đánh bom Peshawar tháng 12, 2008
Vụ đánh bom Peshawar tháng 12 năm 2008 là hai vụ khủng bố bằng bom làm rung chuyển các khu chợ đông đúc ở Peshawar, vùng tây bắc Pakistan, ngày 5 tháng 12, làm 29 người thiệt mạng và hơn 100 người bị thương.

## Diễn biến
Các vụ khủng bố xảy ra vào thời điểm người dân Pakistan đi mua sắm chuẩn bị cho lễ hội Eid của tín đồ Hồi giáo. Vụ nổ thứ nhất xảy ra tại một chợ ở khu vực bán tự trị Orakzail, gần thành phố Peshawar vào sáng sớm khiến 6 người thiệt mạng. Khoảng 6 tiếng sau, chiếc xe hơi chứa bom cũng phát nổ tại khu chợ ở Peshawar làm chết 21 người và 84 người bị thương.
Thành phố Peshawar nằm sát nhiều khu vực bán tự trị của các bộ tộc và gần đường biên giới với Afghanistan. Vụ nổ tại đây làm vỡ cửa kính của một khách sạn và nhiều ngôi nhà gần đó, đánh sập hoàn toàn một số cửa hàng và gây nên tình trạng hoảng loạn trong chợ.
Quả bom chứa khoảng 25 kg thuốc nổ, có sức công phá khủng khiếp, với khả năng sát thương trên diện rộng và tạo ra một hố sâu 1,5 mét, theo Malik Naveed, cảnh sát trưởng Peshawar. Các nhân chứng nhìn thấy chân, tay và thi thể người cháy xém nằm la liệt trong các lối đi hẹp trong chợ. Trong số nạn nhân có cả phụ nữ và trẻ em.
Iqraruddin, một học sinh 16 tuổi, kể lại: "Tôi đang mải mua sắm thì một tiếng nổ vang lên khiến cả khu chợ chao đảo. Tôi ngã xuống và nhìn thấy nhiều xe hơi, cửa hàng bốc cháy". Một người đàn ông khác có tên Haji Rab Nawaz đang cầu nguyện tại thánh đường của người Shiite khi vụ nổ xảy ra. Anh kể: "Chúng tôi vừa cầu nguyện xong thì đột nhiên nghe thấy tiếng nổ".

## Hậu quả
Không có cá nhân hay tổ chức nào nhận trách nhiệm về hai vụ tấn công. Hiện trường vụ nổ tại Orakzail là khu vực có cộng đồng Hồi giáo dòng Shiite chiếm đa số, nơi thường xảy ra các vụ bạo lực liên quan tới tôn giáo.
Giới chức thành phố Peshawar cho rằng, các lực lượng khủng bố trong nước đã gây nên vụ bạo lực này. Trong vòng 16 tháng trước đó đã có hơn 1.500 người thiệt mạng vì các vụ tấn công khủng bố tại Pakistan.